# 民勤三角城遗址
民勤三角城遗址，位于中国甘肃省民勤县，为一个省级文物保护单位，类型为古遗址。
民勤三角城遗址的历史年代为青铜时代、汉。